# گوور گورستان
گوور گورستان مربوط به هزاره اول قبل از میلاد - اورارتویی است و در شهرستان ورزقان، بخش مرکزی، دهستان سینا، شرق روستای وردین واقع شده و این اثر در تاریخ ۲۳ بهمن ۱۳۸۵ با شمارهٔ ثبت ۱۷۳۴۷ به‌عنوان یکی از آثار ملی ایران به ثبت رسیده است.